# Gangpur (stato)
Lo Stato di Gangpur (detto anche Gangapore) fu uno stato principesco del subcontinente indiano, avente per capitale la città di Sundergarh.

## Storia
Secondo la tradizione, la dinastia venne fondata da Gangadhar Sekhar Deo, discendente della dinastia dei Sekhar, originari di Sikharbhum presso Singhbhum nell'India orientale, con l'aiuto del clan dominante locale dei Bhuyan. I resoconti scritti iniziano dal regno di Indra Shekhar Deo sotto il quale lo stato venne formalizzato come principato e divenne parte dell'Impero britannico dopo la sconfitta dei maratha nella seconda guerra anglo-maratha.
Gangpur in precedenza era uno stato feudatario dello stato di Sambalpur. Nel 1821 le autorità britanniche cancellarono i diritti feudali di Sambalpur su Gangpur tramite un sanad e pertanto Gangpur venne riconosciuto come stato autonomo, pur sotto il protettorato britannico. Il 1º gennaio 1948 l'ultimo raja di Gangpur siglò l'accesso all'Unione Indiana. Lo stato divenne dapprima parte dello stato di Odisha, e poi del distretto di Sundergarh.

## Governanti
I governanti di Gangpur avevano il titolo di raja.

### Raja
- Gangdhar Sekhar Deo (XVI-XVII secolo)
- Indra Sekhar Deo (1804 – 1820)
- Parshuram Sekhar Deo (1820 – 1831)
- Jagadev Sekhar Deo (1831 – 1852)
- Chandrabhanu Sekhar Deo (1852 – 1858)
- Mohan Sekhar Deo (1858)
- Raghunath Sekhar Deo (28 ottobre 1858 – 10 giugno 1917)
- Bhabani Shankar Sekhar Deo (10 giugno 1917 – 5 maggio 1930)
- Bir Mitra Pratap Sekhar Deo (5 maggio 1930 – 26 dicembre 1938) 
  - Rani Janaki Rathnayammarjee of Kurupam (f) - reggente (5 maggio 1930 – 26 dicembre 1938 e 26 dicembre 1938 – 27 novembre 1944)
- Bir Udit Pratap Sekhar Deo (26 dicembre 1938 – 1º ottobre 1948)